# Hohe Nacht der klaren Sterne
Hohe Nacht der klaren Sterne ist eines der bekanntesten deutschen Weihnachtslieder aus der Zeit des Nationalsozialismus. 
Hans Baumann (1914–1988) dichtete es im Alter von 22 Jahren. Das 1936 erstmals veröffentlichte Lied fand schnell Verbreitung; es war unter anderem in den Richtlinien für Weihnachtsfeiern von HJ, NS-Lehrerbund, SA und SS enthalten. Es wurde 1938 titelgebend für ein Weihnachtsliederbuch der Reichsjugendführung, in die Baumann 1933 mit 19 Jahren wegen seines NS-Kampfliedes Es zittern die morschen Knochen als Referent aufgenommen worden war. Das einfach zu singende Lied bot im Gegensatz zu eindeutig nationalsozialistisch wie christlich konnotierten Liedern breite Möglichkeiten zur Identifikation und ist auch nach 1945 wiederholt in Liederbuchsammlungen und Vertonungen wiedergegeben worden.

## Inhalt und Aufbau
In dem Lied wird auf alle christlichen und weihnachtlichen Begriffe verzichtet, stattdessen werden in Abkehr davon die im Nationalsozialismus forcierten Mythen der Nacht (1. Strophe), das Wintersonnenwendfeuer (2. Strophe) und (entsprechend dem nationalsozialistischen Mütterkult) die Mütter (3. Strophe) in den Mittelpunkt gestellt.
Die verwendeten Adjektive wie „hoch, klar, weit, tief, groß“ haben positive Konnotationen und suggerieren grenzenlose Weite und Größe, Naturmystik und Mütterkult. In den Substantiven spiegeln sich Naturbezug (Nacht, Sterne, Feuer, Berge, Erde) und Lebensursprung (Herzen, Mütter, Kind, Feuer, Erde). Die erzeugte erwartungsvolle Stimmung kann als Parallele zur Erneuerung des Deutschen Reiches verstanden werden.
Anders als anfangs propagierte primitive Umdichtungen oder Parodien christlicher Lieder im Sinne einer neopaganen Mythologie bot das Lied Christen wie säkular, aber nicht antichristlich orientierten breiten Schichten Anschluss- und Identifikationsmöglichkeiten. Es enthält viele Anklänge und Bilder aus Weihnachtsliedern der Vorromantik und bietet den „Schein des Bekannten“. Sein traditionell tonales Muster und seine einfache rhythmische Struktur, die nur halbe und Viertelnoten ohne Pausen oder Punktierungen verwendet, machten Hohe Nacht zum beliebtesten der sanktionierten Lieder zur „Volksweihnacht“.

## Geschichte und Wirkung
Erstmals wurde das Lied 1936 in Baumanns Liedsammlung Wir zünden das Feuer als Bestandteil des Chorwerkes Den Müttern veröffentlicht. Bereits zwei Jahre nach dem Erstdruck gab die Reichsjugendführung Ein Weihnachts- und Wiegenliederbuch heraus, das Hohe Nacht der klaren Sterne sowohl im Titel als auch in einem Satz von Georg Blumensaat enthielt. Als Quelle wird Baumanns Liedersammlung Horch auf Kamerad, erschienen im Voggenreiter-Verlag, angeführt. Ein Klaviersatz von Paul Winter erschien 1941 im Voggenreiter-Verlag.
Auf den Heimabenden der Hitlerjugend und des BDM gesungen, erlangte es schnell eine hohe Popularität. Die Zeitschrift Reichsrundfunk (Nr. 19, 1942/43) nannte es  das „schönste Weihnachtslied aus unserer Zeit“. Alle einschlägigen Liederbücher und wichtige weihnachtliche Veröffentlichungen nach 1936, etwa die Richtlinien für Weihnachtsfeiern von HJ, NS-Lehrerbund, SA und SS, enthielten das Lied. Durch seine Verbreitung und Beliebtheit galt es bereits nach vier Jahren als „wahres Volkslied“.
Auch nach dem Ende des Nationalsozialismus 1945 riss die Rezeption des Liedes nicht ab: Es wurde in der Bundesrepublik in verschiedenen Liederbüchern abgedruckt, etwa in einem Liederbuch des Deutschen Gewerkschaftsbundes (1948), in der Sammlung Unser fröhlicher Gesell (1956), im Liederbuch des DRK von 1958 oder (mit kritischer Kommentierung) in Ingeborg Weber-Kellermanns Buch der Weihnachtslieder (1982). Der Jugendchor Vera Schink (1963), der Berliner Mozart-Chor (1977) und der Mindener Kinderchor (1995) veröffentlichten das Lied auf Tonträgern. Eine Version von Franzl Lang präsentierte die Bild am Sonntag 1982 auf der LP Deutsche Weihnacht. Auch Heino veröffentlichte Aufnahmen des Liedes (1969, 2013), ebenso das Schlagerduo Renate und Werner Leismann (2007).
Laut Michael Fischer wird das Lied in der Gegenwart entweder aus Unkenntnis (da es keine auf den ersten Blick als nationalsozialistisch erkennbaren Textstellen enthält) oder bewusst vornehmlich in rechtskonservativen Kreisen verbreitet und rezipiert. Auch verschiedene Rechtsrock-Bands brachten das Lied auf Tonträger heraus, beispielsweise Projekt Aaskereia (V7-Versand/Wotan Records, 2007) und die ukrainische Band Kriegshetzer (Darker Than Black Records, 2011). Die weit verbreitete Einschätzung, dass es ebenso in der Deutschen Demokratischen Republik verwendet und beliebt war, so als Kindergartenlied, lässt sich aus Liederbüchern nicht verifizieren. Thomas Schinköth hat jedoch im Anschluss an Fred K. Prieberg auf die prägende Kraft für Ersatz-Weihnachtslieder in der DDR wie Tausend Sterne sind ein Dom verwiesen, die mit ganz ähnlichen textlichen und musikalischen Klischees operieren: „Geschickt wurden Versatzstücke, textliche und musikalische ‚Sprachfertigteile‘ aufgegriffen, die dem Ton der bekannten christlichen Weihnachtslieder nachempfunden waren. Sie weckten den Schein des Vertrauten.“